# 大塘镇 (蒲江县)
大塘镇位于中国四川省蒲江县下辖的一个乡镇级行政单位。位于蒲江县西北部，地处四川盆地西部边缘，北距成都93公里，南距雅安55公里，东距县城18公里，国道318线穿镇而过，是滇藏入川交通线上的重镇。

## 行政区划
大塘镇下辖以下地区：
官塘社区、桂花社区、东岳村、双石村、八角井村、五里村和洪福村。